# Stabiliseringssystem
Stabiliseringssystem är ett stort begrepp som innefattar alla system som arbetar för att stabilisera ett föremål.

## Olika användningsområden

### Fordon
I fordon är används ABS-systemet för att anpassa bromsverkan i och därmed att öka stabiliteten.

### Flygplan
I flygplan utgörs sker normalt stabilisering genom att flygplanet från början konstrueras för att bli stabilt i luften. Samspelet mellan lastbärande ytor och andra ytor och roder gör att om flygplanet utsätts för en störning så strävar systemet att återföra flygplanet till stabil flykt. Vissa flygplan, till exempel JAS konstrueras för att vara instabila, d.v.s. om de påverkas av en störning (roderutslag i rollplanet) så tenderar rörelsen att accelerera över tiden. För att kunna flyga ett sådant plan måste man ha datoriserade styrsystem som översätter pilotens rörelser till utslag på roderytorna.
I detta fall kan sägas att styrsystemet delvis fungerar som ett stabiliseringssystem.

### Fartyg

#### Vingar
Somliga fartyg, framför allt passagerarfartyg är utrustade med vingar i skrovet under vattenlinjen. Dessa fungerar inte på samma sätt som flygplans (passiva) stabilisatorer för att minska fartygets rörelser i vattnet. Som regel är det fråga om aktiva roderytor som via ett styrsystem motverkar tendenser till krängning.

#### Antiheelingsystem
För att förhindra att fartyg 'rullar' när de färdas i vågor använder man sig av ett så kallat antiheelingsystem. Det består av en tank som placeras tvärskepps i fartyget. När fartyget lutar över åt höger förflyttar sig vattnet till tankens högersida. När fartyget sedan rullar över åt vänster ligger vattnet kvar en stund på högersidan och vattnets tyngd dämpar därmed hastigheten på fartygets rörelse. Detta gör i och för sig gungningarna längre men rullningen blir långsammare och mjukare, vilket minskar påfrestningen på fartygets last och besättning.

#### Krängningssystem
Ett krängningssystem har motsatt effekt av antiheelingsystemets. Det består av två eller flera tankar som placeras på fartygets sidor. Genom att snabbt pumpa vatten från sida till sida kan man få fartyget att gunga. Detta används av Isbrytare när de har frusit fast i isen. Ibland räcker maskineffekten inte till för att få loss fartyget, men genom att gunga fartyget krossar man isen omedelbart runt isbrytaren och kan därmed komma loss.

### Bildstabiliseringssystem

#### Film-, video- och stillbildskameror samt optik
Kameror, kameratillbehör och optik innehåller ofta mekaniska eller elektroniska bildstabiliseringssystem som hjälper till att motverka skakningsoskärpa för stillbild eller som ger mjukare åkningar med handkamera för rörliga bilder. Ett ofta använt mekaniskt bildstabiliseringssystem är Steadicam.